# Udvandringen fra Sverige til Nordamerika
Under udvandringen fra Sverige til Nordamerika i 1800- og starten af 1900-tallet forlod omkring 1,3 millioner svenskere Sverige og flyttede først og fremmest til USA. Rejsen gik med båd over Atlanterhavet.
I Sverige begyndte udvandringen til Amerika så småt i 1840'erne. I begyndelsen af 1850'erne fulgte en mindre udvandringsbølge, som blev efterfulgt af den første masseudvandring i slutningen af 1860'erne, som følge af "nødårene".
Den anden og største udvandringsperiode varede fra 1879 til 1893, og var på sit højeste i årene 1880-82 og 1887-88. Udvandringen fortsatte indtil udgangen af 1920'erne. Under 1. Verdenskrig var udvandringstallene dog lave.
Udvandringen medførte et kontaktnet på tværs af Atlanterhavet med nye påvirkninger. De emigranter, der vendte tilbage til Sverige – omkring 15 procent af dem der var udvandret før 1. Verdenskrig – havde idéer og erfaringer med sig, som de anvendte i hjemlandet.
Totalt regner man med at 1,2 millioner svenskere udvandrede til Amerika, hvilket var cirka en tredjedel af Sveriges befolkning på den tid.